# 3160 Angerhofer
3160 Angerhofer eller 1980 LE är en asteroid i huvudbältet som upptäcktes den 14 juni 1980 av den amerikanske astronomen Edward L.G. Bowell vid Anderson Mesa Station. Den är uppkallad efter den amerikanske astronomen Phillip E. Angerhofer.
Asteroiden har en diameter på ungefär 4 kilometer.